# Jim Fox
James L. Fox, detto Jim (Atlanta, 7 aprile 1943), è un ex cestista statunitense, professionista in Spagna, in Belgio e nella NBA.

## Carriera
Venne selezionato dai Cincinnati Royals all'ottavo giro del Draft NBA 1965 (67ª scelta assoluta).

## Palmarès
- Campionato spagnolo: 1

Real Madrid: 1965-66
- Campionato belga: 1

Racing Mechelen: 1966-67
- Copa del Rey: 1

Real Madrid: 1966